# Château de Châteauneuf-sur-Cher
Pour les articles homonymes, voir Château de Châteauneuf.
Le château de Châteauneuf-sur-Cher est situé sur la commune de Châteauneuf-sur-Cher, dans le département du Cher.

## Historique
Le premier château a été bâti au XIe siècle pour contrôler la vallée du Cher. Jusqu'au XVIe siècle, il appartient à de grands feudataires, les Déols-Châteauroux et les Culan(t).
Les Culan(t) ont détenu Châteauneuf et St-Désiré depuis au moins - Renoul II, † ap. 1253 : d'abord dans leur branche aînée jusqu'à - Aénor/Eléonore, dame de Culan, † en 1420 sans postérité de ses deux mariages.
- Puis Châteauneuf passe à la branche cadette des Culan, seigneurs du châtel St-Amand, de La Creste, Chaugy/Changy et Dervant/Drevant, branche issue de Gaucelin de Culan, fils cadet de - Renoul IV dans la 1re moitié du XIVe siècle ; ledit Gaucelin († ap. 1353), s'était marié à une fille d'Aénor de Sully et Vivien de Barbezieux, dont il eut Guichard, et Charles, sire de Dervant ; Guichard de Culan-St-Amand-La Creste († av. 1413), époux d'Isabeau/Isabelle, fille de Louis Ier de Brosse de Boussac et Ste-Sévère, fut père de Jean de Culan-La Creste, de l'amiral Louis (voir ci-dessous), et de Marie de Culan qui épousa en 1395 Hélie III de Chanac († 1419), un petit-cousin de Galienne de Chanac.
- l'amiral Louis de Culan-La Creste (1360-† 1444 sans postérité) hérita en 1420 Culan, St-Désiré et Châteauneuf-sur-Cher d'Aénor/Eléonore de Culan, sa cousine issue de germains. 
  - L'ensemble de ses biens échut en 1444 à son neveu, le Grand-maître - Charles Ier de Culan († 1460), fils de son frère aîné Jean de Culan-La Creste et de Marguerite de Sully, fille de Guillaume de Sully-Beaujeu, sire de St-Août, la Chapelotte et Vouillon. Les descendants de Charles gardèrent Culan jusqu'en 1582, mais Châteauneuf passa à un rameau puîné, issu d'autre Jean de Culan (ci-après), fils cadet du Grand-maître Charles et de Belle-Assez de Sully-Beaujeu, dame de Cluis-Dessus, Bouesse et Magnac, une petite-cousine de ladite Marguerite de Sully.
- Jean de Culan-Châteauneuf, St-Julien (à St-Symphorien) et Beauvoir-sur-Arnon, maria en 1480 Anne, fille de Charles Ier de Gaucourt de Bouesse et Cluis (cf. Raoul), d'où : - Claude (sans postérité) et Bertrand de Culan, qui furent tous les deux sires de Châteauneuf ; François de Vatan sire de Château-Viollet et de Bois-Grenon (x Pernelle de Chauvigny-Blot, d'où Françoise, femme de Jacques de Chaugy et Durbise : sans doute Changy et Urbise) ; et Isabeau de Culan (x d'Anlezy de Bois-Buard). 
  - - Bertrand de Culan, qu'on vient de rencontrer, baron de Châteauneuf, mourut assassiné le 29 juillet 1529 par les habitants de Châteauneuf exaspérés par un procès qu'il leur faisait, en laissant de sa femme Louise Aubert, veuve de Jean du Puy de Barmont, épousée en 1516, un fils : - François de Culan, marié en 1532, âgé de 14 ans, à Gilberte Girard (compromise dans une affaire criminelle avec son frère François Girard, elle fut condamnée par le prévôt des maréchaux de Bourges, le 14 avril 1551, à la confiscation de ses dot et douaire, alors que ledit frère était voué au billot par contumace) ; François de Culan mourut sans postérité vers 1565, ayant dû consentir à la vente de son patrimoine héréditaire.

En 1564, la baronnie de Châteauneuf, avec Beauvoir-sur-Arnon, est donc achetée par Claude II de L'Aubespine, un des quatre secrétaires d'État du roi Henri II. En 1569, le château est incendié par les Protestants au début des Guerres de religion. Son fils Guillaume de L'Aubespine, ministre d'Henri III et d'Henri IV, époux en 1572 de Marie de la Châtre de La Maisonfort (fille d'Anne, fille de Florimond Ier Robertet, et de Claude Ier de La Châtre, lui-même fils de Gabriel de La Châtre de La Maisonfort de Nançay ; Marie était la sœur du maréchal Claude II de La Châtre), le reconstruit dans le style de la fin de la Renaissance.
Puis la baronnie est saisie sur leur fils Charles de L'Aubespine et adjugée à Colbert, contrôleur général des finances de Louis XIV.
En 1715, un petit-fils de Colbert — Paul-Edouard d'Estouteville de Creully (1686-1756 ; fils puîné de Seignelay) — la vend au comte de Pontchartrain, ministre de la Marine, qui, en 1739, la cède à Paul-François de Galluccio, marquis de L'Hôpital (en) de Choisy (issu de la branche aînée de la famille de L'Hospital, les maréchaux Nicolas et François appartenant à la branche cadette), ambassadeur de France.
En 1793, le château est vendu comme bien national. Il est acquis par Claude Caroillon des Tillières, maître de forges et financier.
En 1845, Jeanne d'Osmond, petite-fille de Caroillon des Tillières, l'apporte en dot au duc Jacquelin de Maillé (de La Tour-Landry).
En 1889, leur fils Artus épouse Carmen de Wendel, fille d'un propriétaire des Aciéries de Lorraine. Le château est entièrement restauré. Durant tout le XXe siècle, il est la résidence des ducs de Maillé. Les 8 et 9 septembre 1944, le général allemand Botho Henning Elster, à la tête de la colonne qui porte son nom et qui cherche à se replier vers l'Allemagne, s'est installé chez le duc de Maillé (colonel Gilles de Maillé) ; harcelé par la Résistance intérieure, il comprend, après l'échec d'une tentative de prise de contrôle du pont de Decize sur la Loire, qu'une reddition est inévitable. Le duc de Maillé le met en relation avec des officiers de la Résistance avec lesquels sont fixées les modalités de sa reddition, qui est signée le 10 septembre à Issoudun.
En 2001, le château est vendu à Yves Collaone, promoteur immobilier, qui le divise en 60 lots de copropriété. Les intérieurs sont démolis pour être restructurés en appartements locatifs. En 2006, les travaux, à moitié réalisés, sont abandonnés faute de paiement. Pillage et vandalisme complètent la dévastation intérieure.
À partir de 2015, Claude et Mireille Charrier rachètent le monument lot par lot et entreprennent sa restauration.
Le monument fait l'objet d’une inscription au titre des monuments historiques depuis le 19 février 1926,. En juin 2021, c'est l'ensemble des éléments bâtis qui sont protégées au sein de l'enceinte avec ses dépendances, son parc et de son potager ainsi que leurs murs de clôture, les terrasses, les murs de soutènement et les tours de défense extérieures du château.

## Description

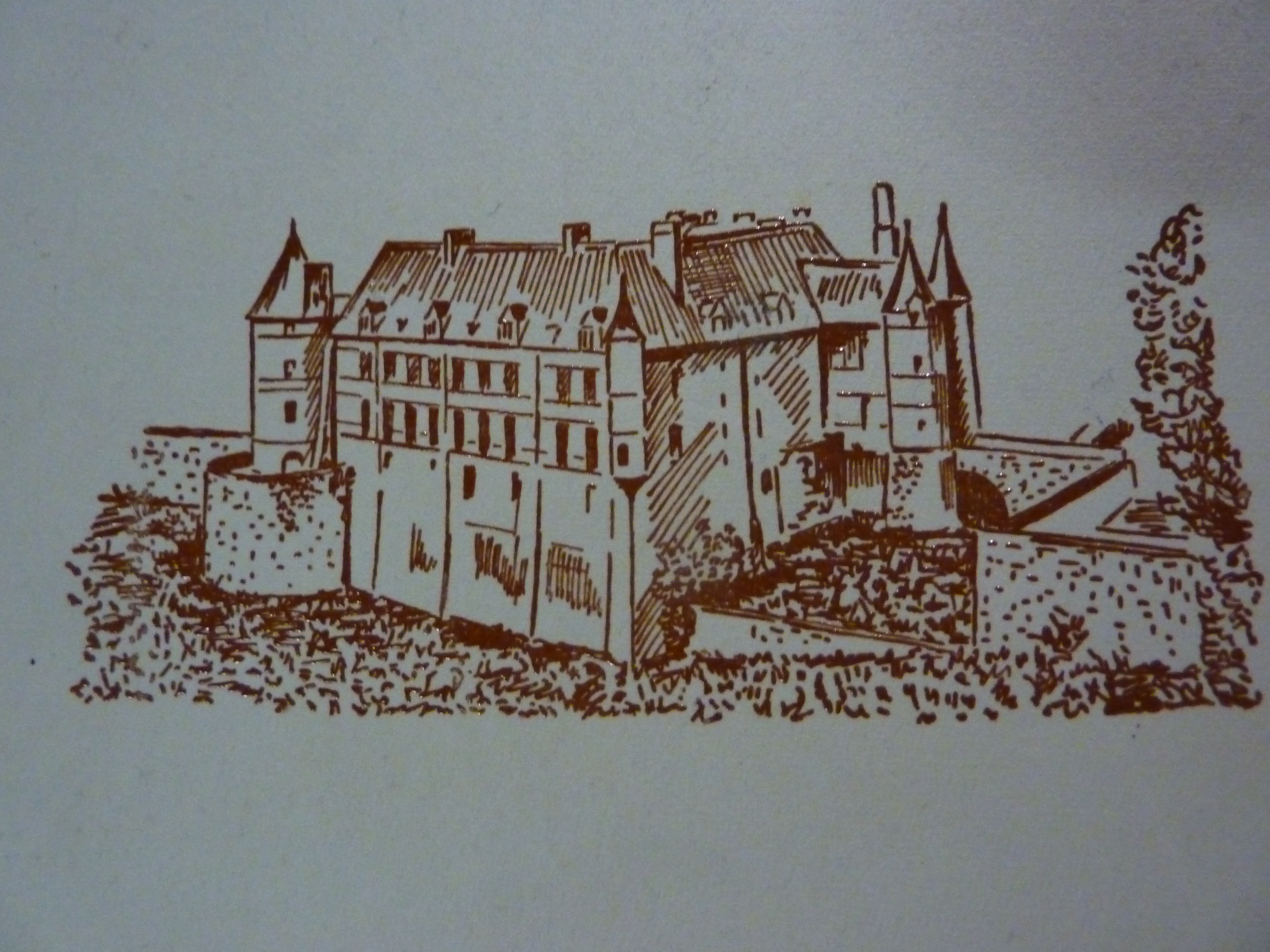
Dessin du château.

Le château se dresse sur un promontoire dominant la vallée du Cher. À ses pieds, la pente a été redressée pour former une lice, elle-même soutenue par un rempart qui s'élève depuis la ville. Des autres côtés, il était entouré d'un fossé en demi-cercle dont les extrémités s'ouvraient sur la lice, l'isolant d'un vaste parc au nord et, au sud, d'une avant-cour qui servait de place d'armes. De part et d'autre, des ponts franchissaient le fossé. Celui du sud, qui seul subsiste, précède un châtelet cantonné de tours jumelles coiffées en poivrières, entre lesquelles s'ouvre une haute porte carrossable encadrée de refends. À droite du châtelet, le mur est arrondi et percé de rares ouvertures : c'est l'épaisse courtine médiévale conservée à l'est. En retour d'équerre sur la vallée, la façade ouest, rebâtie au XVIe siècle, puissamment talutée, culmine à 30 m au-dessus de la lice. Elle est percée de trois niveaux d'ouvertures, la plupart agrandies au XVIIIe siècle, tandis que la toiture conserve une série de lucarnes Renaissance à baies géminées. L'angle nord-ouest est occupé par une tour énorme, base de l'ancien donjon, sur laquelle a été rebâtie, au début du XXe siècle, une tour plus étroite de la même hauteur que l'ensemble de l'édifice.
À travers le châtelet, un passage voûté mène à la cour intérieure. Celle-ci, formant un carré de 35 m de côté, est bordée de trois corps de bâtiments perpendiculaires. Le quatrième, qui la fermait au nord, a été abattu au XVIIIe siècle pour ouvrir la vue sur le parc. Les façades donnant sur cette cour présentent un ordonnancement magistral, caractéristique de la Renaissance classique. Chacune est percée de six travées de fenêtres régulièrement espacées. Au milieu du corps central, le porche, de plein cintre, est bordé de pilastres, couvert d'une frise grecque et surmonté d'un fronton portant les initiales du couple bâtisseur. Les deux façades latérales, quasiment identiques, ont au niveau inférieur, une série de six arcs en plein cintre encadrés de bossages à refends, qui s'ouvraient à l'origine sur des galeries. Côté ouest, ces arcades alternent avec des armoiries entourés d'ornements d'une extrême finesse. Ces chefs-d'œuvre sont attribués à l'atelier du sculpteur Germain Pilon.
L'intérieur, malgré les destructions, conserve trois salles ornées de magnifiques boiseries dorées.

## Sources
- Thaumas de la Thaumassière, Histoire du Berry[source insuffisante]